# Tarsianjärvi
Tarsianjärvi är en sjö i kommunen Kihniö i landskapet Birkaland i Finland. Sjön ligger 131,4 meter över havet. Arean är 53 hektar och strandlinjen är 4,36 kilometer lång. Sjön  ingår i Kumo älvs huvudavrinningsområde.   Den ligger omkring 83 km norr om Tammerfors och omkring 240 km norr om Helsingfors. 